# Cash Burn
Der Cash Burn ist ein etwa 4 km langer Wasserlauf in Cumbria in  England. Er entsteht an der Cash Well nördlich des Cross Fell. Er fließt in nördlicher Richtung bis zu seiner Mündung rechtsseitig in den Black Burn.